# Pozsonyi béke (1805)
A pozsonyi béke (1805. december 26.) a Napóleon császár ellen létrejött harmadik koalíciónak az austerlitzi csata után a Francia Császárság és a Osztrák Császárság között megkötött különbéke.
A szerződést a pozsonyi prímási palota első emeleti Tükörtermében írták alá. A békeszerződés értelmében a Habsburg Birodalom elvesztette minden itáliai birtokát – Trieszt kivételével, – valamint Isztriát, Dalmáciát, Tirolt és egyes nyugati, németajkú területeket is. Ezzel Ausztria elveszítette döntő befolyását a német államokra, ami 1806-ra elvezetett a Német-római Birodalom felbomlásához. A pozsonyi békét a bécsi kongresszus hatálytalanította.